# Kampfgeschwader zur besonderen Verwendung 3
Le Kampfgeschwader zur besonderen Verwendung 3 (KGzbV 3) (3e escadron de combat à emploi particulier) est une unité de transport de la Luftwaffe pendant la Seconde Guerre mondiale. 

## Organisation
Le KGzbV 3 n'a été que partiellement organisé, sans aucun Gruppe. 

### Stab. Gruppe
Formé le 26 août 1939 à Berlin comme un quartier général.

Le Stab./KGzbV 3 prend le contrôle de différentes unités pendant la guerre.

En mai 1943, le Stab./KGzbV 3 est renommé Stab/TG 2.

Geschwaderkommodore (Commandant de l'escadron) :
| Début            | Fin             | Grade        | Nom              |
| ---------------- | --------------- | ------------ | ---------------- |
| 1er février 1941 | 15 janvier 1943 | Generalmajor | Ulrich Buchholz  |
| 1er février 1943 | Mai 1943        | Oberst       | Theodor Beckmann |